# Prowincje Irlandii
Od wieków Irlandia jest podzielona na prowincje (tzw. historyczna prowincja), które zastępują jeszcze dawniejszy system jednostek nazywanych tuatha.
Cztery prowincje Irlandii to:
1. Leinster
2. Munster
3. Connacht
4. Ulster

W złotych latach Irlandii prowincje te były czymś w rodzaju swobodnie powiązanych królestw z nieustalonymi dokładnie granicami, ale w dzisiejszych czasach stały się połączonymi grupami odrębnych hrabstw.
| Prowincja | Ludność (2006) | Obszar (km²) | Liczba hrabstwa | Główne miasto |
| --- | -------------- | ------------ | --------------- | ------------- |
| Leinster | 2 292 939      | 19 774       | 12              | Dublin        |
| Munster | 1 172 170      | 24 608       | 6               | Cork          |
| Connacht | 503 083        | 17 713       | 5               | Galway        |
| Ulster | 1 993 918b     | 24 481       | 9               | Belfast       |
| a Liczba hrabstw tradycyjnych (nie jest liczbą hrabstw administracyjnych). b Ludność Ulsteru to suma mieszkańców, według spisu powszechnego z roku 2006, dla obszaru w granicach Republiki i przypuszczalnej liczby mieszkańców Irlandii Północnej. Ludność pozostałych prowincji według danych z roku 2006. |                |              |                 |               |

Prowincje mogły zostać wyparte (jednak nie doszło do tego w pełni) przez obecny system hrabstw po normańskiej okupacji w XII wieku. Irlandzkie słowo oznaczające prowincję, cúige, oznacza porcję lub piątą część, co ma związek z początkowym podziałem.
Trzeba zauważyć, że sześć hrabstw z prowincji Ulster tworzy dzisiaj Irlandię Północną, która należy do Zjednoczonego Królestwa Wielkiej Brytanii i Irlandii Północnej.